# 웹 인텔리전스
웹 인텔리전스(Web intelligence)는 월드 와이드 웹에 의해 강화된 새로운 제품, 서비스 및 프레임워크에 대한 인공지능 및 정보기술의 역할을 탐색하고 활용하는 과학 연구 및 개발 분야이다.
이 용어는 2000년 컴퓨터 소프트웨어 및 응용 프로그램 컨퍼런스에서 닝중, 지밍류야오, Y.Y 오스가가 쓴 논문에서 만들어졌다.

## 연구
웹 인텔리전스에 대한 연구는 데이터 마이닝(특히 웹 마이닝), 정보 검색, 패턴 인식, 예측 분석, 시맨틱 웹, 웹 데이터 웨어하우징 등 다양한 분야를 다루며 일반적으로 웹 개인화 및 적응형 웹 사이트에 중점을 둔다.